# Компютърна памет
Компютърната памет в компютрите е вътрешната памет; средата за съхранение на обработваните данни в течение на определено време. Притежава йерархична структура и обикновено е съставена от няколко модула с различни характеристики.
Основната задача на компютърната памет е да съхранява информация, получена в резултат на външно въздействие и представена в подходящ вид. В случая на двоично представяне това означава записване на две състояния – 0 и 1 и може да се онагледи със състоянието „включено/изключено“ на ключ или реле. За управление на паметта се въвежда вътрешна организация, като тя се разделя на участъци (клетки на английски: memory cell) с определен размер (дължина или разредност) и адрес (пореден номер), и към тях се отправят команди от процесора. Достъпът до паметта се осъществява от специални механизми, които могат да четат и записват.
Съществуват различни видове компютърна памет и класификацията ѝ се прави според нейната функционалност, като включва освен нейната физическа реализация, така и структурата от данни, която в повечето случаи се реализира програмно. Запаметяващите устройства имат различна класификация.

## История
Вътрешната памет в първите машини е изработена от електронни лампи. Най-ранният тип е вакуумни лампи, запълнени с живачни пари, наречени „закъснителни линии“, в които се използва ефектът на забавяне на акустичните сигнали – затова този тип памет се нарича акустична. Информацията се кодира като последователност от импулси и се преобразува от звуков в електрически сигнал с помощта на кварцови кристали. Такава памет има само едно измерение и е използвана в EDSAC, SEAC, ACE и EDVAC. Недостатък на този тип памет е последователният достъп и дългото време, необходимо да извличане на инструкциите. В опит да се минимизира това време се налага специален вид програмиране (на английски: optimum coding). В друг вариант се използва двумерна електростатична памет на основата на електронно-лъчеви тръби на Уилямс – например в Манчестърските компютри. Тя дава възможност за съхранение на повече информация и по-важното – за произволен достъп до всяка клетка, т.е. предшественик е на днешната памет с произволен достъп.
Докато първите памети функционират с електрически импулси, много по-перспективен се оказва магнитният запис на информация. Първите успешни опити за разработване на магнитна памет са барабанните памети, които съхраняват информацията като намагнитени области върху метален цилиндър (барабан). Изобретението е на Густав Тошек от Австрия от 1932, но според други автори принос има и Екерт Магнитните барабани се използват като компютърна памет няколко десетилетия докъм 60-те.
Основна характеристика на американската UNIVAC (1951) е включването на новооткрития вид памет с магнитна лента и високоскоростно записващо устройство за постоянно съхранение. Магнитните ленти все още се използват като средство за съхранение на големи обеми от данни. Магнитните барабани и ленти обаче са видове памет с последователен достъп и са твърде бавни.
Най-важни последици за усъвършенстване на компютърната памет има разработката на американците Форестър и Ванг, които
през 40-те години на XX век независимо един от друг изследват ефекта на хистерезис при намагнитване и размагнитване на триизмерни матрици от магнитни материали. Тази триизмерна конструкция позволява произволен достъп до възлите на матрицата. През 1950 въз основа на техните резултати започва индустриално производство на памет с магнитна сърцевина (феритна памет). Тя е надеждна, относително евтина, има висок капацитет и дълго време на живот. През следващите години феритната памет започва да измества другите форми и преобладава като компютърна памет до средата на 70-те.
През 1952 IBM представя IBM 701 – първата машина от успешната им серия 700/7000 и първият мощен компютър. IBM 704 (1954) използва феритна памет и се превръща в образец за всички големи машини.
През 1953 г. IBM създава твърди дискове за компютъра RAMAC – технология, комбинираща предимствата на феритната памет и на магнитния барабан. Те имат 50 магнитни плочи с диаметър 60 cm с общ капацитет 5 MB. Скоростта на въртене на плочите тогава е само 120 rpm, което означава средна скорост на достъп около 1 секунда.
Истинският напредък обаче идва с полупроводниковите памети, изпълнени като матрици от отделни клетки. Днес, когато се говори за компютърна памет, се подразбира преди всичко паметта с произволен достъп RAM.